# Montecarlo (Lucca)
Montecarlo is een gemeente in de Italiaanse provincie Lucca (regio Toscane) en telt 4450 inwoners (31-12-2004). De oppervlakte bedraagt 15,6 km², de bevolkingsdichtheid is 285 inwoners per km².

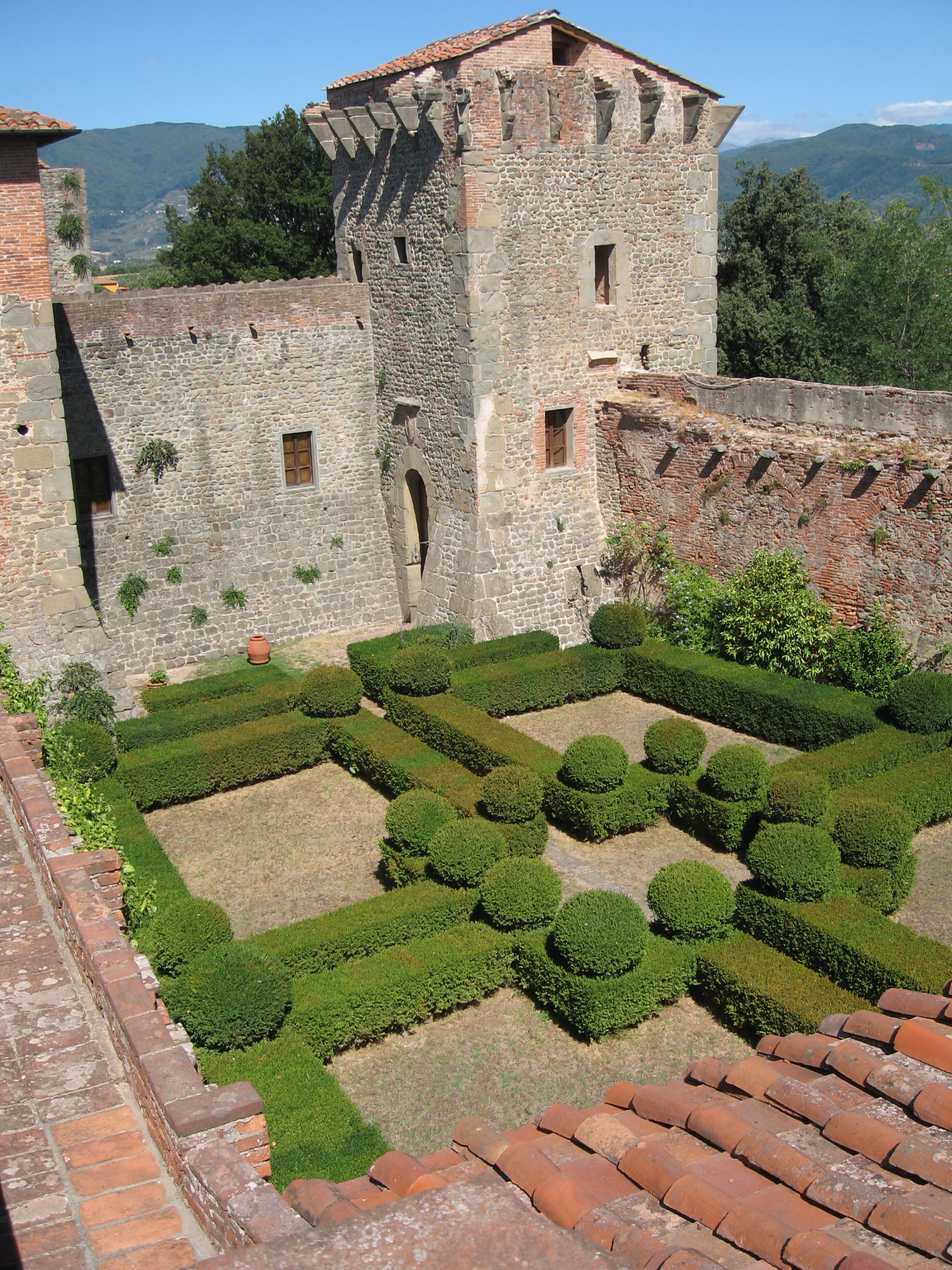
Kasteel van Montecarlo
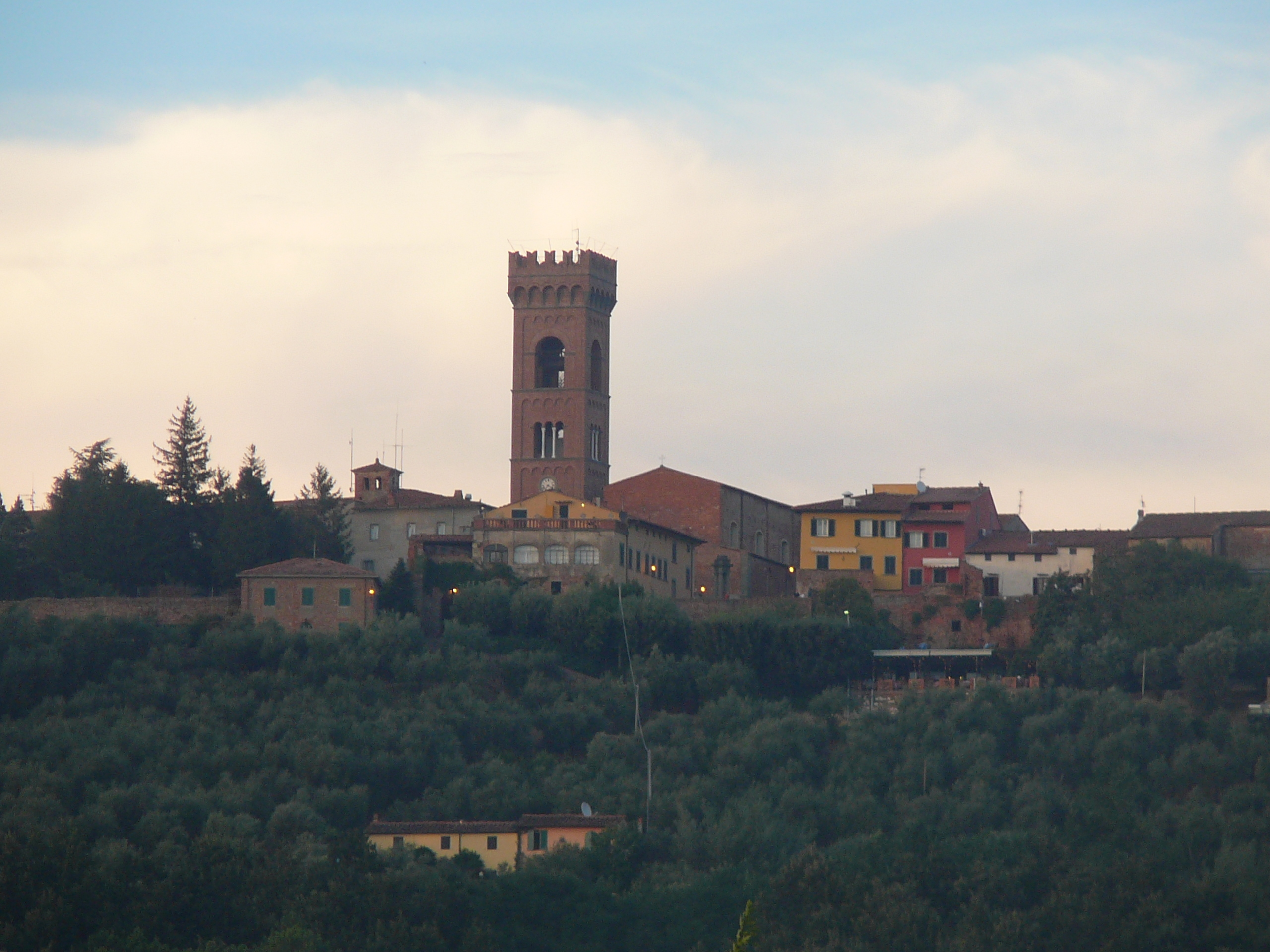
Montecarlo

## Demografie
Montecarlo telt ongeveer 1610 huishoudens. Het aantal inwoners steeg in de periode 1991-2001 met 6,9% volgens cijfers uit de tienjaarlijkse volkstellingen van ISTAT.
| Jaar | Inwoneraantal |
| ---- | ------------- |
| 1991 | 4065          |
| 2001 | 4345          |

## Geografie
De gemeente ligt op ongeveer 162 m boven zeeniveau.
Montecarlo grenst aan de volgende gemeenten: Altopascio, Capannori, Chiesina Uzzanese (PT), Pescia (PT), Porcari.

## Geboren
- Walter Riccomi (1950), wielrenner

Altopascio · Bagni di Lucca · Barga · Borgo a Mozzano · Camaiore · Camporgiano · Capannori · Careggine · Castelnuovo di Garfagnana · Castiglione di Garfagnana · Coreglia Antelminelli · Fabbriche di Vallico · Forte dei Marmi · Fosciandora · Gallicano · Giuncugnano · Lucca · Massarosa · Minucciano · Molazzana · Montecarlo · Pescaglia · Piazza al Serchio · Pietrasanta · Pieve Fosciana · Porcari · San Romano in Garfagnana · Seravezza · Sillano · Stazzema · Vagli Sotto · Vergemoli · Viareggio · Villa Basilica · Villa Collemandina
1. ↑  https://demo.istat.it/?l=it.